# Гмахль, Клэр
Клэр Гмахль (нем. Claire Gmachl; род. 1967, Зальцбург) — австрийский физик. Известна своими разработками квантово-каскадных лазеров. С 2007 года является профессором Принстонского университета в Нью-Джерси (США).

## Биография
Клэр Гмахль училась на физика в Инсбрукском университете. В 1991 году написала дипломную работу на тему «Nanostrukturierung von Halbleiteroberflächen mittels Elektronenstrahllithographie». В 1996 году получила докторскую степень в Венском техническом университете, темой её диссертации была «Frequenzverstimmbare, oberflächenemittierende Halbleiterlaserdioden mit vertikalem Resonator».
С 1992 по 1994 год она работала в Мюнхенском техническом университете, с 1995 по 1996 года была ассистентом в Венском техническом университете. В рамках докторской стипендии с 1996 по 2003 год она работала в Lucent Technologies-Bell Laboratories в Нью-Джерси (США). Затем перешла в также находящиеся в Нью-Джерси Принстонский университет, где с 2003 по 2007 год работала в качестве доцента на кафедре электротехники. С 2007 года является профессором Принстонского университета и директором инженерно-исследовательского центра MIRTHE (Mid-InfraRed Technologies for Health and the environment).

## Награды
В 1995 году за свою научную работу она получила премию Кристиана Доплера земли Зальцбург. В 2002 году журнал Technology Review Массачусетского технологического института включил её в список TR35 из 35 инноваторов мира моложе 35 лет. В 2004 году американский научный журнал Popular Science включил её в список десяти блестящих учёных моложе 40 лет. В 2005 году она стала лауреатом стипендии Мак-Артура.

## Избранные сочинения
- Claire Gmachl, Alexey Belyanin, Deborah L. Sivco, Milton L. Peabody, Nina Owschimikow, A. Michael Sergent, Federico Capasso, and Alfred Y. Cho. Optimized Second-Harmonic Generation in Quantum Cascade Lasers. IEEE J. Quantum Electron. 39 (11), in print (2003)
- Nina Owschimikow, Claire Gmachl, Alexey Belyanin, Vitaly Kocharovsky, Deborah L. Sivco, Raffaele Colombelli, Federico Capasso, and Alfred Y. Cho. Resonant Second-Order Nonlinear Optical Processes in Quantum Cascade Lasers. Phys. Rev. Lett. 90(4), 043902-1-4 (2003)
- C. Gmachl, A. Soibel, R. Colombelli, D. L. Sivco, F. Capasso, and A. Y. Cho. Minimal Group Refractive Index Dispersion and Gain Evolution in Ultra-Broadband Quantum Cascade Lasers. IEEE Photon. Techn. Lett. 14 (12), pp. 1671–1672 (2002)
- Claire Gmachl, Axel Straub, Raffaele Colombelli, Federico Capasso, Deborah L. Sivco, A. Michael Sergent, and Alfred Y. Cho. Single-mode, Tunable Distributed-Feedback and Multiple-Wavelength Quantum Cascade Lasers. IEEE J. Quantum Electron. 38, 569—581 (2002) invited paper
- Claire Gmachl, Evgueni E. Narimanov, Federico Capasso, James N. Baillargeon, Alfred Y. Cho. Kolmogorov Arnold Moser transition and laser action on scar modes in semiconductor diode lasers with deformed resonators. Opt. Lett. 27, pp. 824–826 (2002)
- C. Gmachl, D. L. Sivco, R. Colombelli, F. Capasso, and A. Y. Cho. Ultra-broadband semiconductor laser. Nature 415, pp. 883–887 (2002)
- Claire Gmachl, Federico Capasso, Deborah L. Sivco, and Alfred Y. Cho. Recent progress in quantum cascade lasers and applications. Reports on Progress in Physics 64, pp. 1533–1601 (2001)